# 1199

## Události
- Přemysl Otakar I. pojímá za choť Konstancii Uherskou
- založen cisterciácký klášter Osek

## Narození
- 5. srpna – Ferdinand III. Kastilský, král Leónu a Kastílie († 30. května 1252)
- ? – Alexandr IV., papež († 25. května 1261)
- ? – Guttorm Sigurdsson, norský král († 11. srpna 1204)
- ? – Ladislav III. Uherský, uherský král z dynastie Arpádovců († 7. května 1205)

## Úmrtí
Česko
- ? – Spytihněv Brněnský, kníže brněnského údělu (* ?)

Svět
- 9. února – Joritomo Minamoto, zakladatel Kamakurského šógunátu (* 9. května 1147)
- 4. září – Johana Anglická, sicilská královna a hraběnka z Toulouse (* 1165)
- 6. dubna
  - Richard I. Lví srdce , anglický král (* 8. září 1157)
  - Pierre Basile, Richardův vrah (* ?)

## Hlavy států
- České království – Přemysl Otakar I.
- Svatá říše římská – Ota IV. Brunšvický – Filip Švábský
- Papež – Inocenc III.
- Anglické království – Richard I. Lví srdce – Jan Bezzemek
- Francouzské království – Filip II. August
- Polské knížectví – Měšek III. Starý
- Uherské království – Emerich Uherský
- Sicilské království – Fridrich I.
- Kastilské království – Alfonso VIII. Kastilský
- Rakouské vévodství – Leopold VI. Babenberský
- Skotské království – Vilém Lev
- Byzantská říše – Alexios III. Angelos